# Costantino Favasuli
Costantino Favasuli (Reggio Calabria, 26 aprile 2004) è un calciatore italiano, centrocampista del Catanzaro.

## Caratteristiche
Viene soprannominato "Il toro" è molto presente in fase di manovra (con ottime capacità tecniche) ed in fase di interdizione (abile nel contrasto e nel recupero).

## Carriera

### Club
Muove i suoi primi passi nella Scuola Calcio Segato, scuola calcio della città di Reggio Calabria fino al 2018, anno in cui entra nel settore giovanile della Fiorentina.
Dopo essere arrivato nel 2018 alla Fiorentina, gioca per varie formazioni giovanili dei viola, dalla categoria Under-16 alla Under-18, prima di passare nella stagione 2020-2021 nella formazione Primavera, con la quale vince una Supercoppa Primavera e due Coppe Italia Primavera.
Il 5 agosto 2023, dopo aver firmato un rinnovo fino al 2028 con la Fiorentina, viene mandato in prestito alla Ternana, in Serie B.
Il 13 agosto 2023 fa il suo esordio in prima squadra contro la Salernitana nel match di Coppa Italia finito 1-0 per i padroni di casa, mentre sei giorni dopo debutta nel campionato di Serie B contro la Sampdoria. Chiude la stagione con 28 presenze nella stagione regolare più 2 presenze nei play-out, in cui gli umbri hanno avuto la peggio nella doppia sfida contro il Bari.
Tornato alla Fiorentina, il 4 luglio 2024 passa in prestito con diritto di riscatto al Bari, in Serie B. Segna il suo primo gol fra i professionisti il 6 aprile 2025 nel pareggio per 3-3 contro il Catanzaro. Chiude la stagione con 29 presenze e 1 gol ma non viene riscattato e torna nuovamente alla Fiorentina.
Il 29 luglio 2025 viene ceduto a titolo definitivo al Catanzaro, con cui firma un contratto quadriennale.

### Nazionale
Ha giocato nella nazionale italiana Under-19.

## Statistiche

### Presenze e reti nei club
Statistiche aggiornate al 13 maggio 2025.
| Stagione        | Squadra         | Campionato      | Campionato | Campionato | Coppe nazionali | Coppe nazionali | Coppe nazionali | Coppe continentali | Coppe continentali | Coppe continentali | Altre coppe | Altre coppe | Altre coppe | Totale | Totale |
| Stagione        | Squadra         | Comp            | Pres       | Reti       | Comp            | Pres            | Reti            | Comp               | Pres               | Reti               | Comp        | Pres        | Reti        | Pres   | Reti   |
| --------------- | --------------- | --------------- | ---------- | ---------- | --------------- | --------------- | --------------- | ------------------ | ------------------ | ------------------ | ----------- | ----------- | ----------- | ------ | ------ |
| 2023-2024       | Ternana         | B               | 28+2       | 0          | CI              | 1               | 0               | -                  | -                  | -                  | -           | -           | -           | 31     | 0      |
| 2024-2025       | Bari            | B               | 29         | 1          | CI              | 1               | 0               | -                  | -                  | -                  | -           | -           | -           | 30     | 1      |
| 2025-2026       | Catanzaro       | B               | 0          | 0          | CI              | 0               | 0               | -                  | -                  | -                  | -           | -           | -           | 0      | 0      |
| Totale carriera | Totale carriera | Totale carriera | 59         | 1          |                 | 2               | 0               |                    | -                  | -                  |             | -           | -           | 61     | 1      |

## Palmarès

### Club

#### Competizioni giovanili
- Coppa Italia Primavera: 2

Fiorentina: 2020-2021, 2021-2022
- Supercoppa Primavera: 1

Fiorentina: 2022